# Jef Raskin

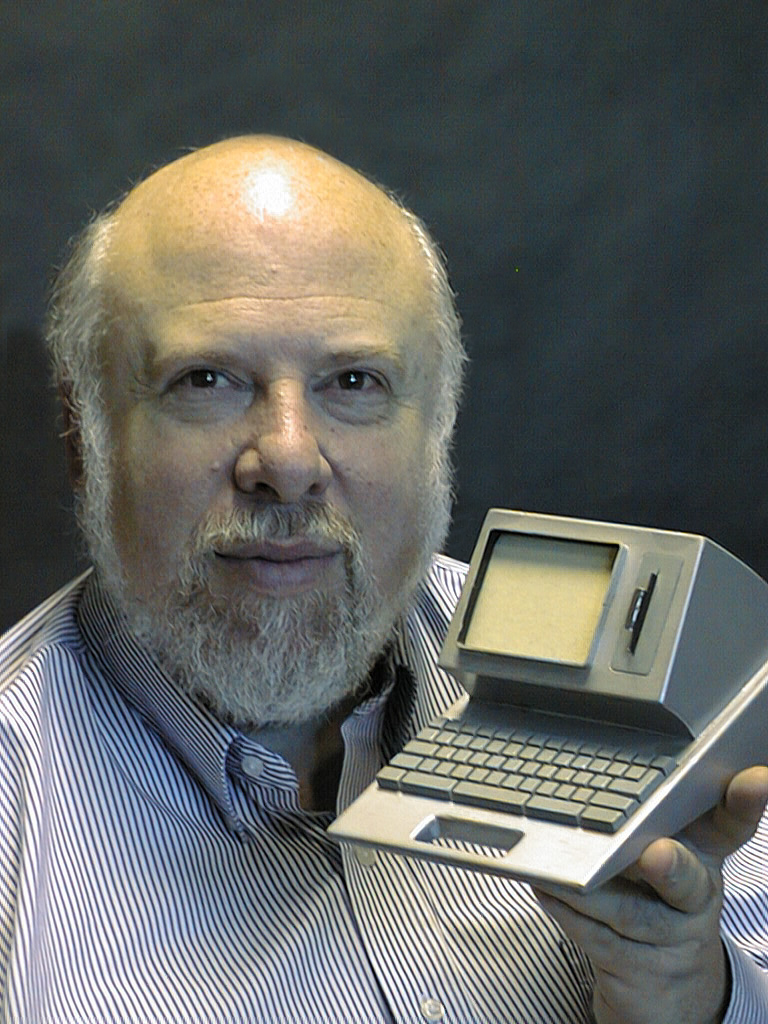
Jef Raskin, con un modellino del suo Canon Cat, in una foto scattata da suo figlio Aza nel gennaio 1999

Jef Raskin (New York, 9 marzo 1943 – Pacifica, 26 febbraio 2005) è stato un programmatore statunitense, esperto di interfacce uomo-macchina, noto per aver dato avvio al progetto Macintosh per la Apple, negli anni settanta, e per essere l'autore di The Humane Interface.

## Biografia
Raskin conseguì un Bachelor of Science in matematica ed un Bachelor of Arts in Filosofia dalla Università dello Stato di New York e un M.S. in Informatica dalla Università dello stato di Pennsylvania.
Come assistente alla Università della California a San Diego (UCSD), tenne corsi che spaziavano dall'informatica alla fotografia.
Raskin entrò alla Apple nel gennaio 1978, come 31º impiegato. Divenne rapidamente responsabile del dipartimento Applications Software e poi dell'Advanced Systems; assunse Bill Atkinson, che era stato suo studente alla UCSD; ideò e realizzò quello che divenne noto come "Progetto Macintosh".
Raskin disse:
E inoltre:
Steve Jobs in seguito lo estromise dal progetto Macintosh.

Successivamente Raskin ha progettato il computer Canon Cat, distribuito nel 1987.
All'inizio del nuovo millennio, ha intrapreso la costruzione di The Humane Environment (THE). THE è un sistema che incarna le sue concezioni dell'interfaccia umana, utilizzando elementi Open source nell'ambito di una Zooming User Interface (ZUI) concepita da Raskin.
Nel dicembre 2004 a Raskin fu diagnosticato un cancro al pancreas (lo stesso male che uccise Steve Jobs 7 anni più tardi). Morì a Pacifica (California) il 26 febbraio 2005, all'età di 61 anni.